# Das unterbrochene Opferfest
Personnages
- Huayna Capac, Inca du Pérou (Basse)
- Roka, son fils aîné (Ténor)
- Myrha, a filles (Soprano)
- Murney, un Anglais (Ténor)
- Elvira, son épouse (Soprano)
- Mafferu, général des Incas (Basse)
- Villac Umu, le grand prêtre (Basse)
- Guliru, dame de compagnie de Myrha (Soprano)
- Balisa, dame de compagnie de Myrha (Alto)
- Sira, dame de compagnie de Myrha (Soprano)
- Pedrillo, majordome de Murney (Ténor)
- Jaunas, le prêtre du Soleil (Basse)
- Bote (rôle parlé)

Das unterbrochene Opferfest (titre français : Le Sacrifice interrompu) est un opéra de Peter von Winter sur un livret de Franz Xaver Huber.

## Argument
L'Anglais Murney a libéré le Pérou des Portugais et a acquis l'amitié du régent. Le général jaloux Mafferu se lie avec Elvira, l'épouse de Murney, une Portugaise dont le frère est décédé dans l'armée portugaise vaincue. Elvira déteste maintenant son mari, qui a également une histoire d'amour avec Myrha, la fille de l'Inca Huayna Capac. Cette dernière est embobinée par de fausses nouvelles. Enfin, un prêtre solaire est soudoyé, il produit un tonnerre artificiel à l'occasion d'une fête du temple et réclame la vie de Murney parce que l'étranger a blasphémé le soleil. Murney affirme son innocence en vain et se rend finalement à son sort, contre les fausses déclarations de Mafferu, Elvira et Myrha. Huayna Capac essaie de sauver l'ami en vain, et son fils Roka décide d'utiliser une force extrême pour libérer la personne menacée. Le grand prêtre Villac Umu et le peuple fanatique exigent vigoureusement que Murney soit tué par le feu afin que l'ordre des dieux soit accompli et que le pays ne succombe pas à la vengeance des célestes. Avec une grande réticence, Huayna Capac, assailli de toutes parts, en particulier par Mafferu et rappelé au devoir royal, cède et laisse Murney être conduit au bûcher, où Roka et ses fidèles attendent pour contrecarrer l'attaque meurtrière. Les femmes en proie aux remords sont les premières à avouer qu'elles ont été exhortées à donner de faux témoignages, et lorsque le grand prêtre conserve l'autorité de l'oracle sur toutes les preuves de décharge, le prêtre soudoyé avoue également son délit. Mafferu, écrasé par la force de ces déclarations, ordonne à l'Inca de conduire Murney à mort. Murney, cependant, demande noblement d' être épargné, il est puni de l'exil. Huayna Capac rétablit son ami et les prêtres et les gens louent le soleil tout-puissant.

## Orchestration
| Instrumentation de Das unterbrochene Opferfest |
| Bois                                           |
| 2 flûtes, 2 clarinettes, 2 hautbois, 2 bassons |
| Cuivres                                        |
| 4 cors, 2 trompettes                           |
| Percussions                                    |
| Timbales                                       |
| Instrument à cordes frottées                   |

## Histoire
Avec Das unterbrochene Opferfest qui s'inspire des conflits entre Européens et Incas au XVIe siècle, Winter est presque le seul compositeur d'opéra allemand de sa génération à devenir célèbre en Europe aux côtés des Autrichiens Wolfgang Amadeus Mozart et Joseph Weigl. Le livret est typique du Wiener Vorstadttheater avec des scènes comiques entremêlées et des dialogues parlés.
La qualité musicale de l'opéra jouit d'une grande popularité auprès du public dans la première moitié du XIXe siècle, et une nouvelle production est encore lancée à Leipzig en 1917.

## Source de la traduction
- (de) Cet article est partiellement ou en totalité issu de l’article de Wikipédia en allemand intitulé « Das unterbrochene Opferfest » (voir la liste des auteurs).